# 三宅尚美
三宅 尚美（みやけ なおみ）は、女性ファッションモデル｡元エスプリモデルズ所属｡身長168cm｡

## 出演作品

### CM
- 日本中央競馬会
- 日本たばこ産業 Roots
- ゆうちょ銀行 ALL媒体
- パークプレイス大分

### グラフィック
- サンマリエ
- NTTドコモ